# Lu Andrade

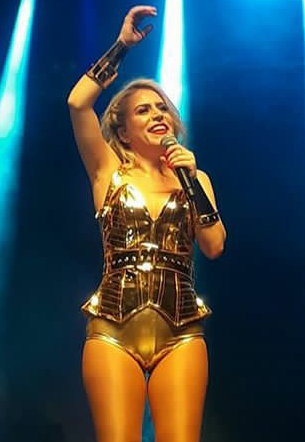
Lu Andrade auf der Tournee Rouge 15 Anos der Pop-Girlgroup Rouge, 2018

Luciana „Lu“ Andrade (anhörenⓘ * 18. September 1978 in Varginha) ist eine brasilianische Sängerin, Songwriterin, Moderatorin und Schauspielerin.
2015 gründete Andrade zusammen mit dem Gitarristen Ciro Visconti das Duo Elétrico, spielte mehrere Coverversionen von Rockbands und war Sängerin bei der Band Aries. 2016 arbeitete sie als Gesangslehrerin am Souza-Lima-Konservatorium.

## Biographie
Luciana Andrade ist die Tochter von Walter Andrade und Clair Andrade. Ab 1999 studierte sie in São Paulo Musik am Souza Lima Konservatorium.
2001 nahm sie an einer Popstars-Talentshow teil. Im selben Jahr erschien das erste Studioalbum, das Homonym Rouge, von dem 2 Millionen Exemplare verkauft wurden.
Im Jahr 2003 veröffentlichte die Gruppe das zweite Album „C’est La Vie“, von dem rund 1 Million Exemplare verkauft wurden. Im Dezember 2003 erschien eine weitere DVD mit dem Titel „The Feast of Your Dreams“. 2004 verließ Luciana die Gruppe wegen Meinungsverschiedenheiten über den Sound der Gruppe und die zu vielen Shows, die sie ermüdeten und ihr Privatleben beeinträchtigten. Ein weiterer Grund waren Differenzen der Gruppe mit dem Produzenten über die Anteile am Gewinn.

### 2004 bis 2010, Fernsehen und Theater
2004 hatte sie einen Gastauftritt auf dem Album Trova di Danú der Folk-Band Tuatha de Danann. 2005 ging sie zurück nach São Paulo, um weiter zu studieren und mit anderen Künstlern zu arbeiten. Es entstanden Alben mit Sangueaudiência, Stand By the Dance,  und Forgotten Boys.  2006 trat sie der Band von Sérgio Britto bei und tourte mit der Band durch Brasilien. Außerdem war sie Background-Sängerin auf der Tour des Amerikaners Eric Silver. Ab 2007 hatte Luciana Andrade ein Engagement als Reporterin für das Programm Show Total des Abo-Kanals TVA.
Am 25. Mai 2007 wurde ihre erste Tour mit dem Titel „Luciana Andrade Pocket Show“ am Souza-Lima-Konservatorium in São Paulo uraufgeführt.  Die Show war komplett akustisch, mit nur Luciana Andrade auf der Bühne; das Programm bestand aus Cover-Versionen anderer Künstler wie Skank, Kid Abelha und Lulu Santos, sowie aus eigenen Songs, wie „Another Story“, „Always“ und „Von Longe“. Ein Album wurde jedoch nie veröffentlicht. Im Jahr 2010 trat Luciana Andrade im Theater als Schauspielerin auf in Into The Woods, Regie Armando Bravi Sohn und Felipe Senna. Das Stück ist eine brasilianische Version des Broadway-Musicals Cinderella. 

### 2010 bis heute: musikalische Veröffentlichungen und Internet

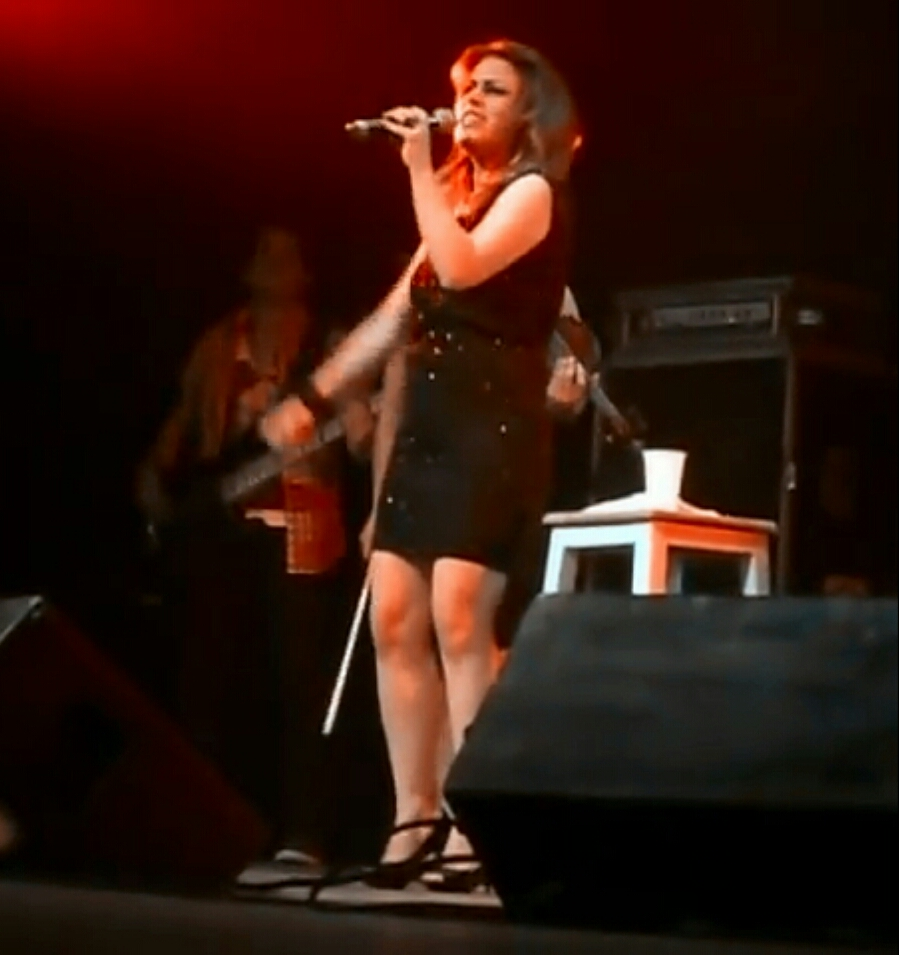
Lu Andrade auf Tour im Jahr 2012

Am 21. November 2010 veröffentlichte Luciana Andrade digital ein Theaterstück über ihr soziales Netz: „So Different“, „From Far“, „The Haunted House“ und „Another Story“, dazu eine Version von „De Longe“ als Bonus. Im gleichen Jahr nahm sie das Jingle der Serie Julie and the Ghosts des Network Bandeirantes auf, das Teil des im nächsten Jahr veröffentlichten Soundtracks werden sollte. 
Im Dezember 2012 veröffentlichte Luciana Andrade die Singles Mind & Heart und im Mai 2014 Amanheceu.

## Diskografie
- Luciana Andrade (2010)
- Lu Andrade – Ao Vivo no Estúdio Showlivre (2013)

## Tourneen
- Luciana Andrade Pocket Show (2007–2010)
- O Amor e o Tempo (2012–2014)
- Tournee Acústica (2015)
- Duo Elétrico (mit Ciro Visconti) (2015)